# 메르세데스-벤츠 비전 EQ 실버 애로우
메르세데스-벤츠 비전 EQ 실버 애로우(영어: Mercedes-Benz Vision EQ Silver Arrow)는 독일의 자동차 제조업체인 메르세데스-벤츠가 다임러 AG와 협력하여 생산한 컨셉트 카이다. 2018년 페블 비치 자동차 전시회에서 공개되었으며, 제조사의 EQ 전기차량 라인업의 출시를 알렸다. 이 차량은 복고풍 스타일을 채택하여 메르세데스-벤츠 W125 레코드바겐에 오마주를 표한다.

## 발표

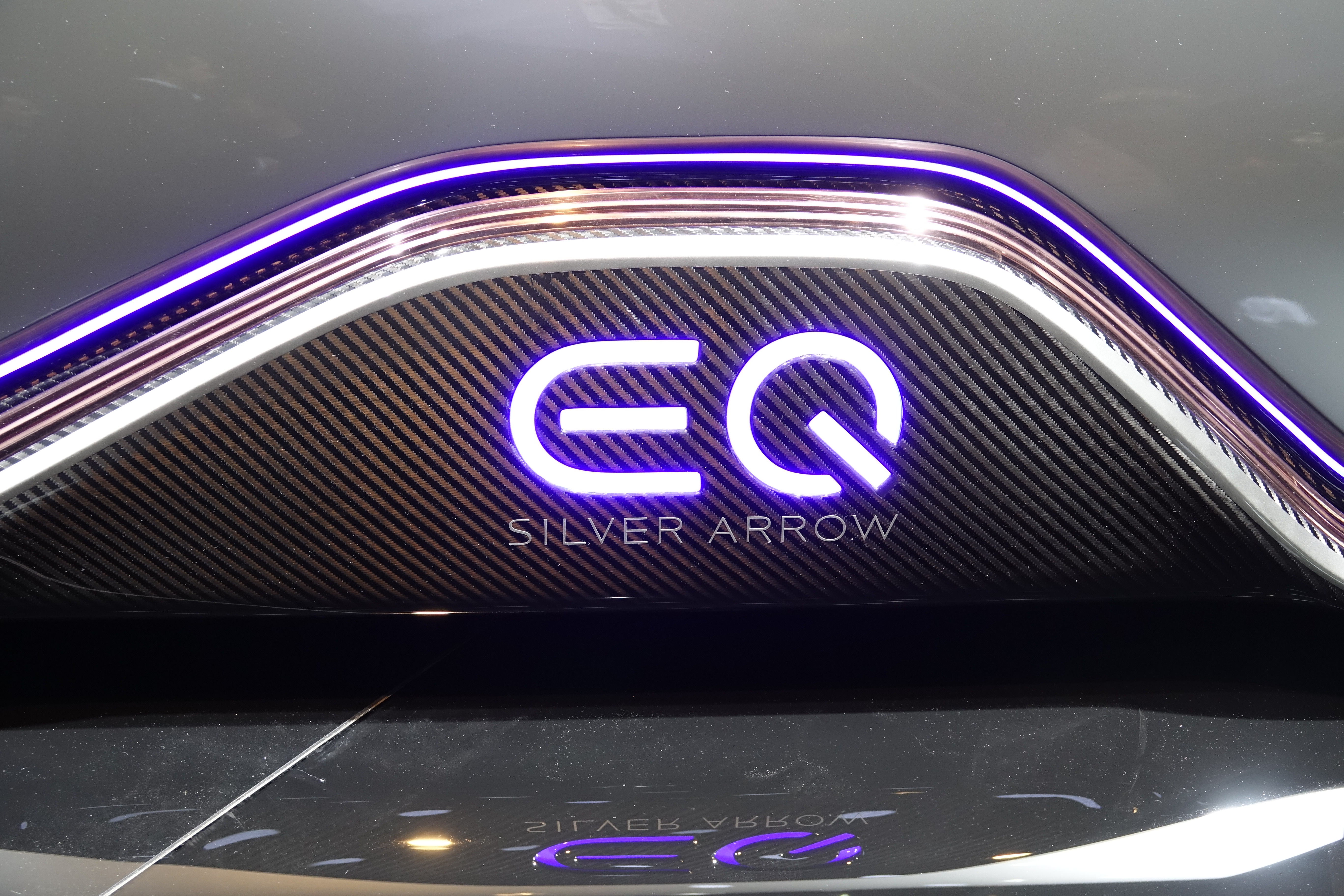
메르세데스-벤츠 EQ 전기차

메르세데스 비전 EQ 실버 애로우는 2018년 8월 24일 미국 캘리포니아의 2018년 페블 비치 콩쿠르 델레강스에서 유럽 전시회인 2018 파리 모터쇼에 앞서 공개되었다.
최신 메르세데스-벤츠 컨셉트카는 "비전"으로 불리며, 제조사의 미래 전기차 라인업은 "EQ"로 불린다. 이 새로운 전기 컨셉트카로 메르세데스는 실버 애로우에, 특히 1938년에 시속 432.7km의 속도 기록을 세운 메르세데스-벤츠 W125 레코드바겐에 경의를 표한다. 이전 모델과 달리 2018년형 실버 애로우는 100% 전기차이며, 5,573cc V12 엔진 대신 80kWh 배터리가 장착된 750마력 전기 모터를 사용한다.

## 기술 사양

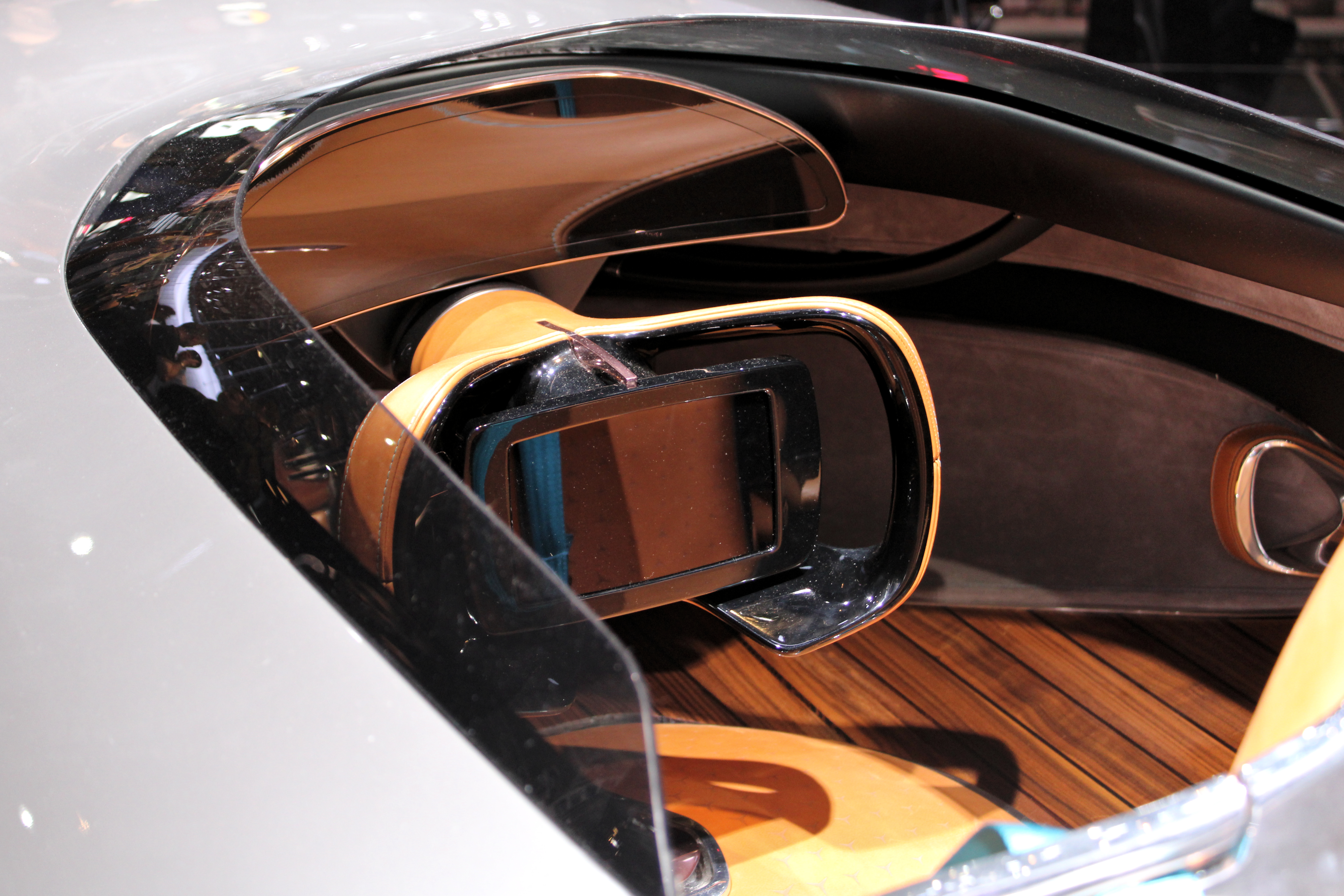
차량 조종석

실버 애로우는 탄소 섬유 차체를 특징으로 하며, 스티어링 휠 중앙에는 터치스크린이 장착되어 있다. 대시보드에는 3D 이미지를 재현하는 스크린도 있다.
차량 뒷부분에는 접이식 2단 압력 날개와 운전자만을 위한 플립업식 조종석 덮개가 있으며, 차량에는 좌석이 하나뿐이다. 배터리 용량은 80kWh이다. 전기 모터는 550kW, 즉 750마력의 출력을 제공하며, 80kWh 배터리로 400km의 주행 거리를 자랑한다.
이 차량은 전면에 255/25 R24, 후면에 305/25 R26 크기의 피렐리 타이어를 장착한다.

## 디자인

### 외관
전장은 530센티미터이다. 전면에는 LED 스트립으로 연결된 좁은 헤드라이트가 특징인 디지털 그릴이 있다.

### 실내
내부에는 나무 바닥, 가죽 스포츠 시트, 주변 조명, 스포츠 스티어링 휠이 있다. 또한 두 개의 디지털 디스플레이가 있는데, 멀리 있는 디스플레이는 경로를 모니터링하고, 스티어링 휠에 있는 디스플레이는 속도 및 기타 중요한 데이터를 표시한다.

## 갤러리

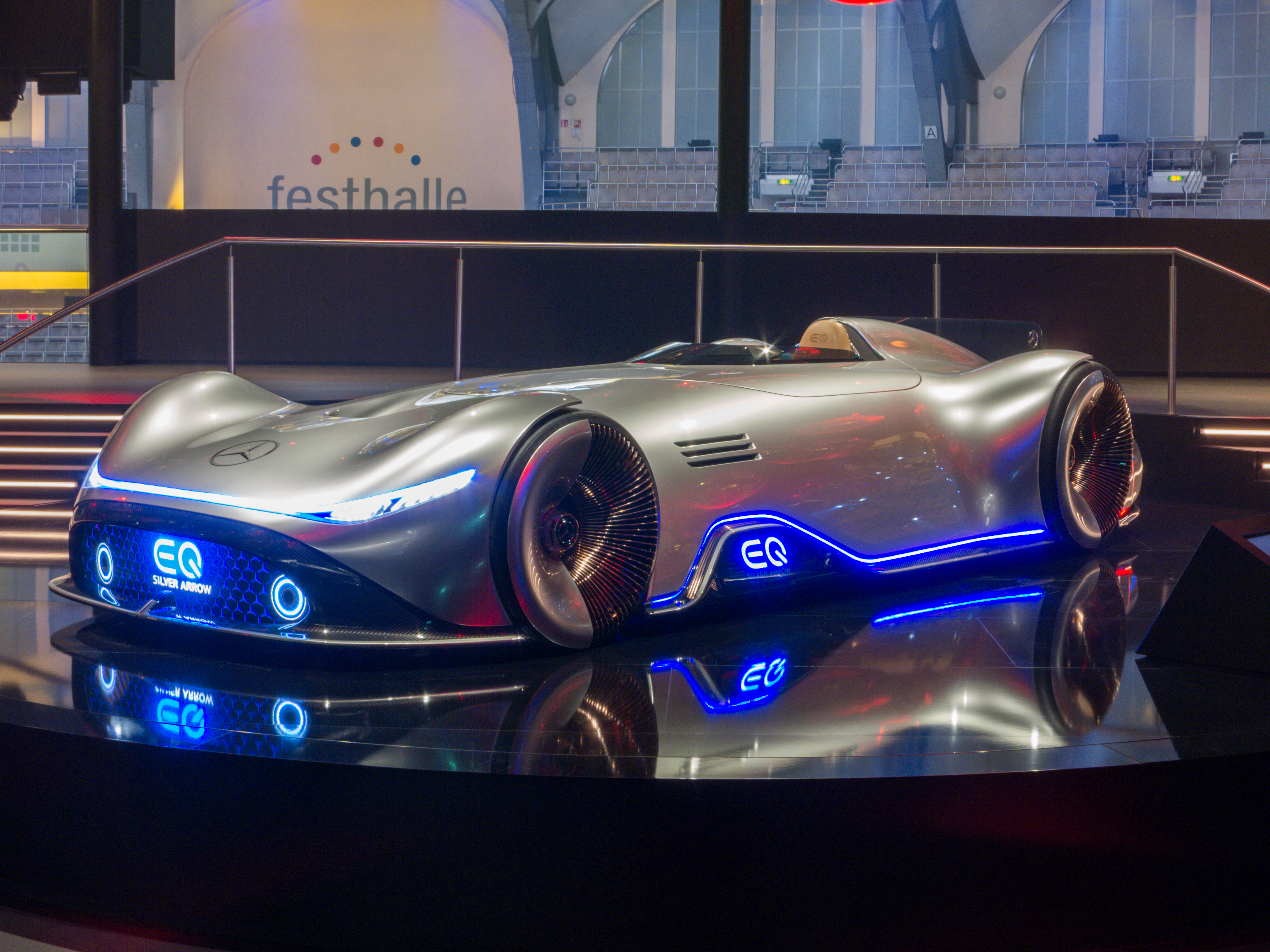
메르세데스-벤츠 비전 EQ 실버 애로우 IAA 2019
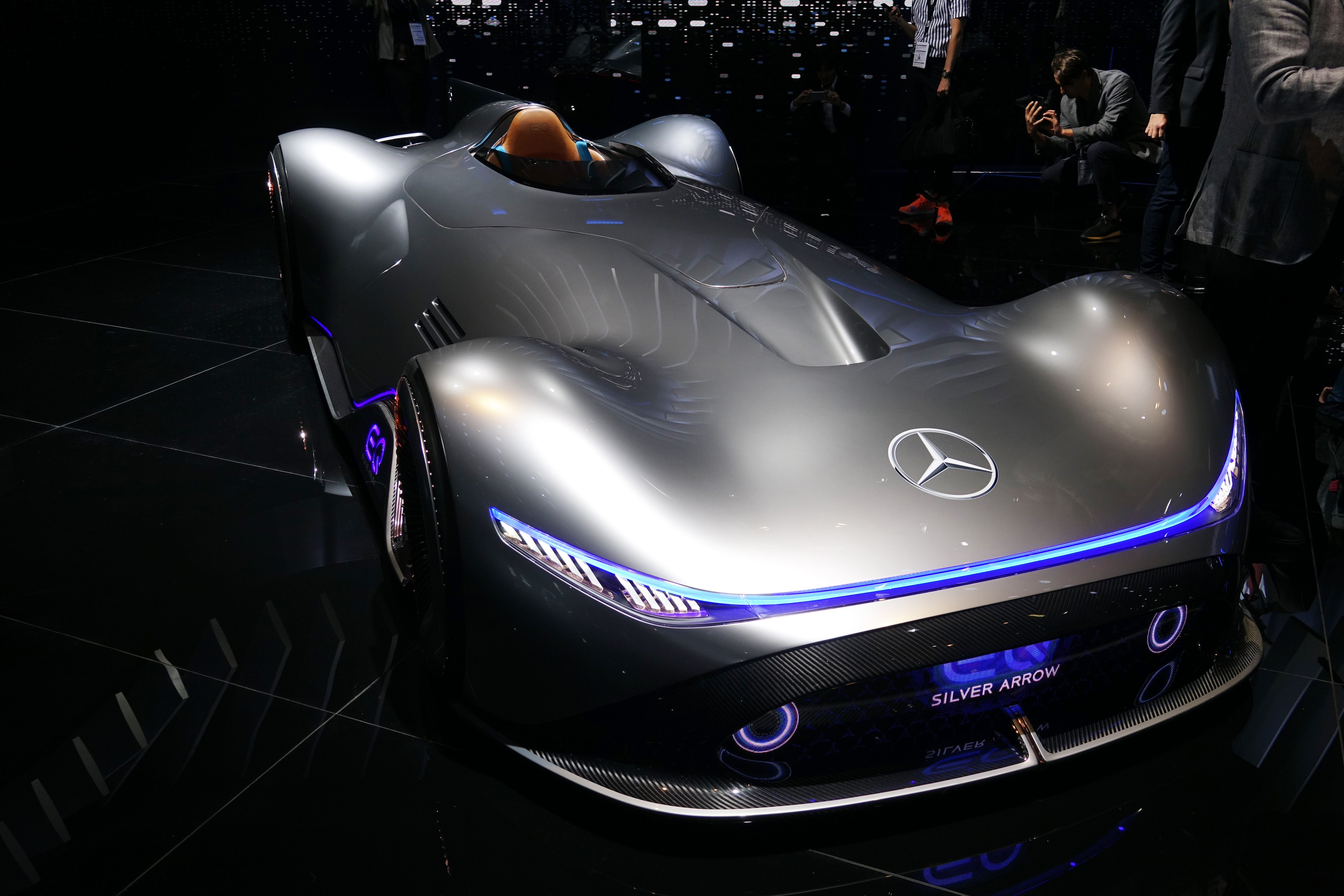
2018 파리 모터쇼의 메르세데스-벤츠 비전 EQ 실버 애로우

2018 파리 모터쇼의 메르세데스-벤츠 비전 EQ 실버 애로우
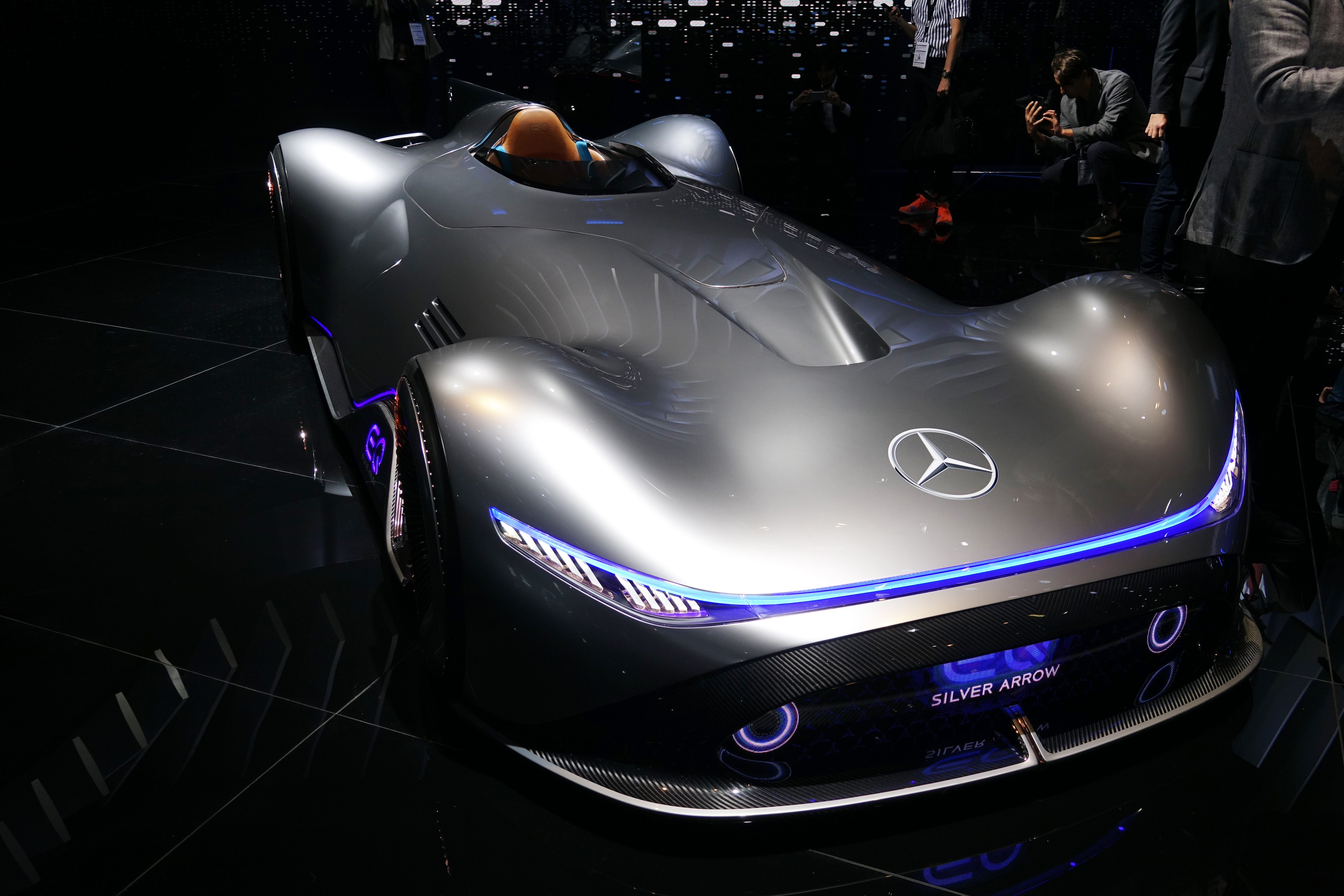
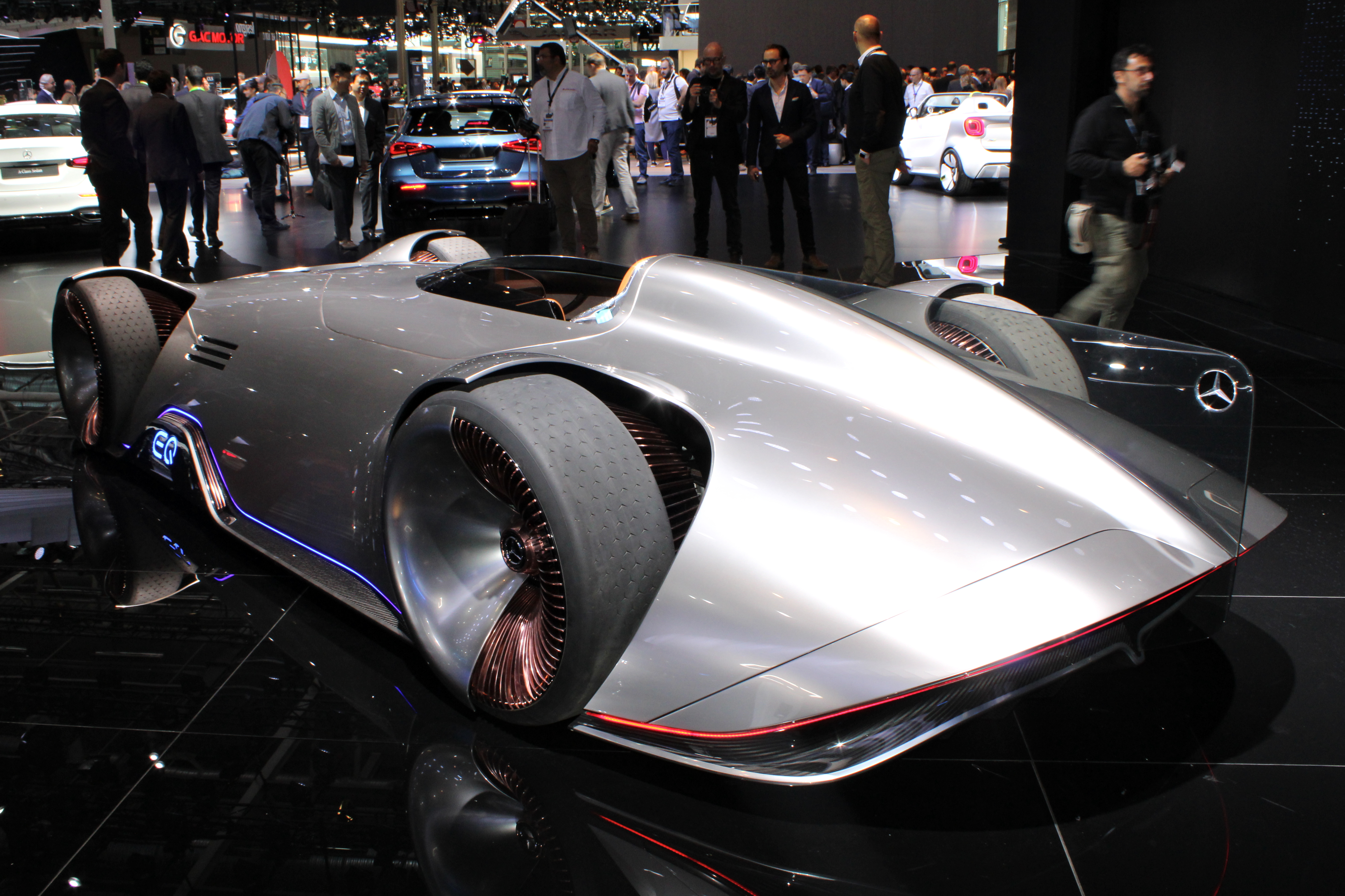
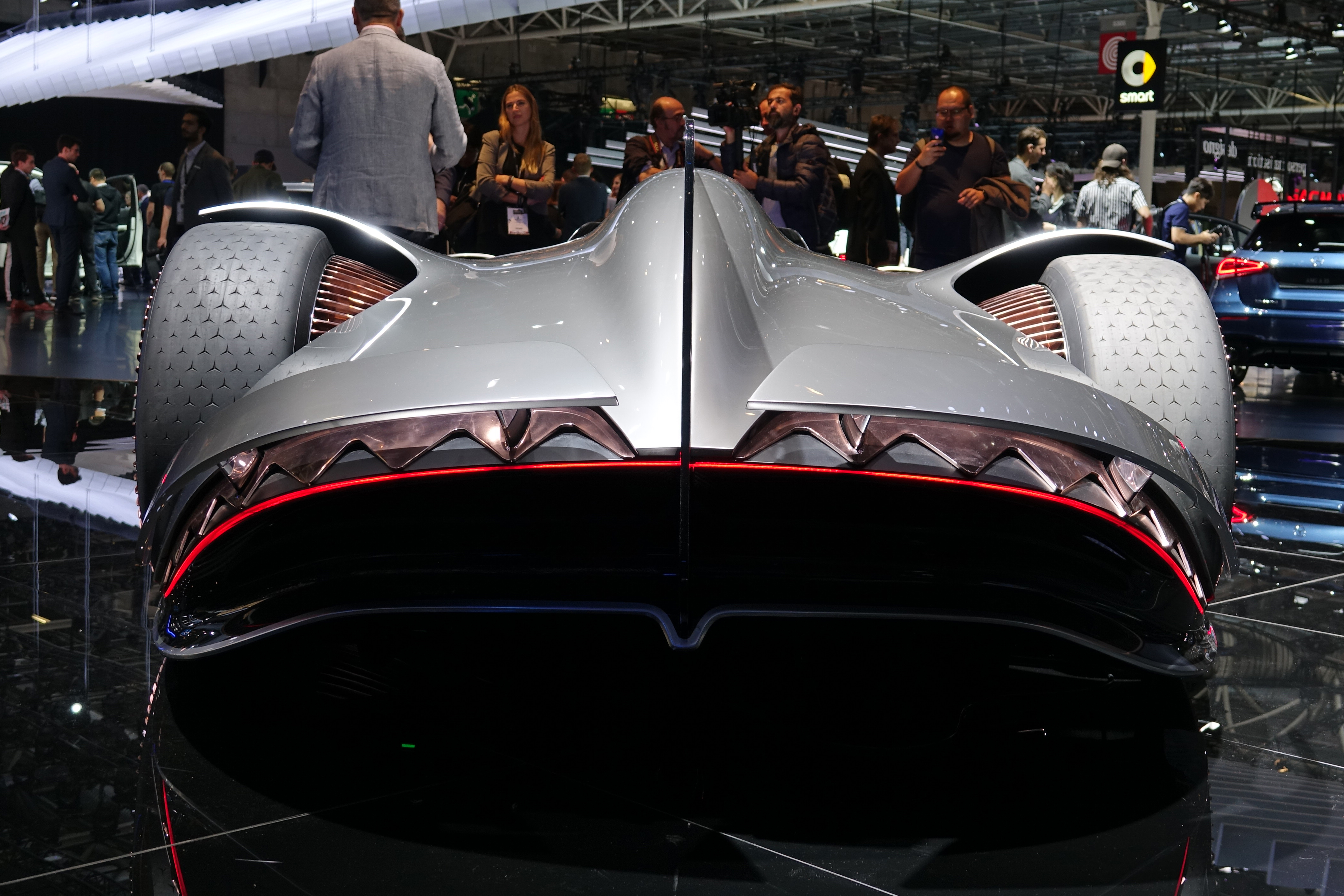
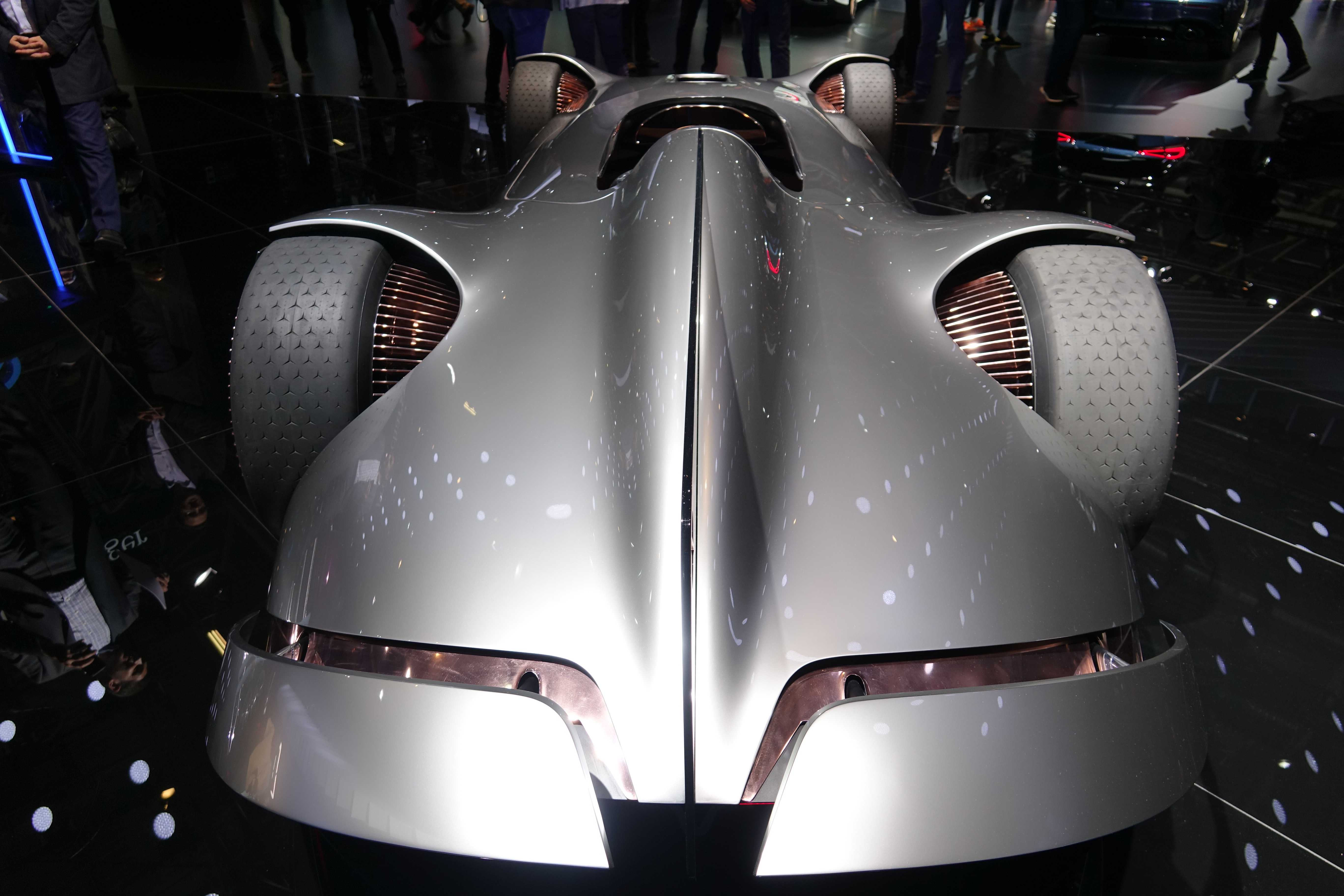
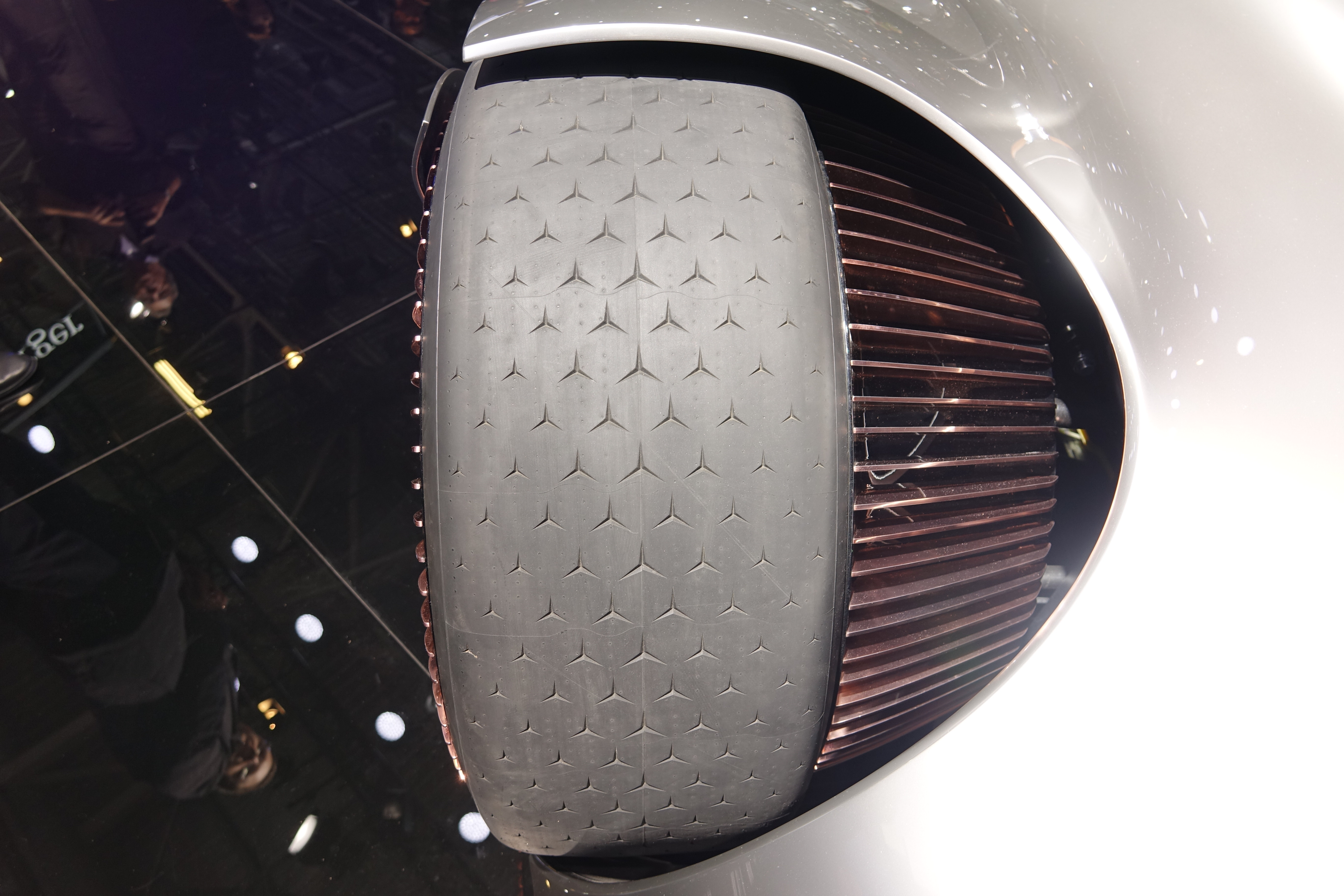
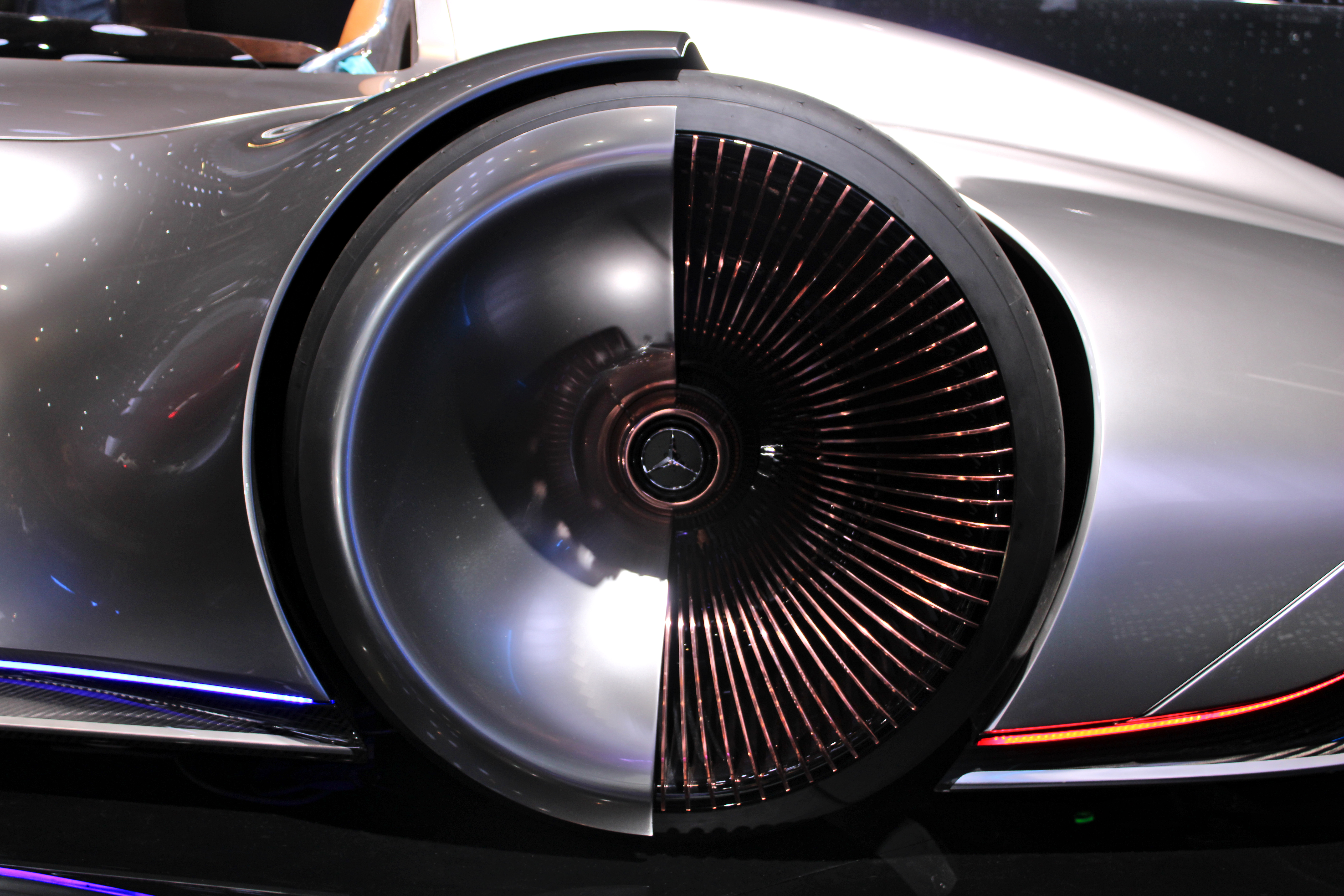

## 같이 보기
- 아우디 AI:RACE
- 전기차량
- 메르세데스-벤츠 비전 EQXX